# Кораб-призрак
Кораб-призрак се нарича кораб (или друг плавателен съд) в плаване (на дрейф), останал без екипаж.
Терминът преди всичко се използва в легендите и художествената литература, но може също да означава истински кораб, изчезнал по-рано, но по-късно открит в морето без екипаж (или със загинал екипаж) на борда. Много от разказите за такива срещи с такива кораби са очевидни измислици, но има действителни случаи, потвърдени документално.
Причините за изчезването или загиването на екипажа могат да бъдат епидемии, отравяния, редки природни явления – такива като блуждаещи вълни или изхвърляне на метан. Разследването на подобни случаи често се усложнява поради отсъствието на свидетели и свидетелства на произшествието – такива като записи в бордовия дневник.

## Примери

### Легендарни
Най-разпространената легенда е за „Летящия холандец“ – кораб на холандски капитан, който според преданието не може да се завърне у дома, осъден да плава навеки.

### Непотвърдени
- 1775: „Октавиус“ – английски търговски кораб, връщащ се от Китай, е открит дрейфуващ недалеч от брега на Гренландия. Бордовият дневник сочел, че през 1762 г. корабът е опитал да премине по непознатия Северозападен морски път. Корабът и замръзналите тела на неговия екипаж явно са извършили прехода, дрейфувайки сред многогодишен лед в течение на 13 години.
- 1880: „Сийбърд“ – ветроход, - е открит през юли плаващ с издути платна към селището Ийстън Бийч, щата Род Айлънд, САЩ. Спира в плитчините. Качилите се на борда откриват кипящо кафе, подредени чинии на масата в столовата, куче в една каюта и никакъв човек. Товарът от Хондурас, навигационните прибори, карти и документи са били на място[1].

### Действителни
- 1872: „Мария Селесте“ - вероятно най-известният от действителните кораби-призраци, е открит изоставен от екипажа между Португалия и Азорските острови, но без никакви повреди.
- 1921: „Карол Диъринг“ – 5-мачтова шхуна, е забелязан от наблюдател от фара на нос Гатерас на 31 януари сутринта в плитчините Дайъмънд Шоулс, щ. Северна Каролина. Всички платна на шхуната били събрани, на борда нямало никой освен корабния котарак. Товарът, хранителните запаси и личните вещи на екипажа бели цели; но спасителните лодки, хронометърът, секстантите и корабният дневник липсвали. Рулевото управление било извън строя, а компасът и навигационни прибори били разбити.
- 2012: „Рю-ун Мару“ – японски траулер, отнесен от цунами вследствие от земетресението в Тохоку и дрейфуващ край бреговете на Аляска, е обстрелван и потопен на 6 април от бреговата служба на САЩ[2].
- 2013: „Любов Орлова“ - бивш съветски, после американски круизен кораб, теглен от Канада за Карибите за нарязване през 2013 г., когато се откъсва и започва да дрейфува в международни води. Екипажът на кораба-теглич не издирва влачения кораб поради съображения за сигурност. По-късно е открит от другата страна на Атлантика, край бреговете на Ирландия[3].